# Sant Celoni
Sant Celoni (em catalão e oficialmente) ou San Celoní (em castelhano) é um município da Espanha na comarca de Vallès Oriental, província de Barcelona, comunidade autónoma da Catalunha. Tem 65,2 km² de área e em 2021 tinha 18 176 habitantes (densidade: 278,8 hab./km²).

## História
A ótima situação geográfica da Igreja de Sant Celoni, a meio caminho entre Barcelona e Girona, favoreceu a formação de um núcleo fortificado dentro do domínio dos Cabrera, que cederam o domínio do sítio à Ordem Militar dos Hospitalários, no ano de 1151, e que estabeleceram a custódia de Sant Celoni em 1319. Esse facto provocou fortes tensões entre a Ordem e o Episcopado de Barcelona , que tinha feito uma permuta sobre Sant Celoni com o mosteiro de l'Estany, solucionadas a finais desse mesmo século XII.
Em 1157 aparece a primeira menção do mercado diante das muralhas e a vila aparece como centro de grande atração. Também havia três moinhos e diversas hospedarias e rapidamente aparecem muitas mais atividades: tecedores, cocheiros, manteiros, fiadores, alfaiates, sapateiros, curtidores, etc. A vila foi crescendo para poente e a meados do século XIV foi construído um segundo recinto de muralhas.
Havia um poço público diante do solar dos Hospitalários e também dentro da vila um hospital para doentes pobres com uma capela dedicada a Santo António. Fora das muralhas havia o hospital de leprosos de São Nicolau de Sant Celoni, com uma pequena igreja românica que ainda hoje se conserva, conhecida desde o século XIX com o nome de Sant Ponç (São Pôncio).

## Demografia
| Variação demográfica do município entre 1991 e 2004 | Variação demográfica do município entre 1991 e 2004 | Variação demográfica do município entre 1991 e 2004 | Variação demográfica do município entre 1991 e 2004 |
| --------------------------------------------------- | --------------------------------------------------- | --------------------------------------------------- | --------------------------------------------------- |
| 1991                                                | 1996                                                | 2001                                                | 2004                                                |
| 11957                                               | 12890                                               | 12700                                               | 14278                                               |